# Matias Helt Jepsen
Matias Helt Jepsen (født 13. marts 1988 i Herning) er en dansk håndboldspiller, der spiller som playmaker for IFK Kristianstad i Sverige. Han har spillet 3 kampe på Danmarks håndboldlandshold.